# Йозеф Моравчик
Йозеф Моравчик (словац. Jozef Moravčík; нар. 19 березня 1945, Очова, Район Зволен, Словацька республіка) — словацький державний і політичний діяч.

## Життєпис
З 1972 року — на викладацькій роботі в Карловому університеті, декан юридичного факультету в 1990—1991 роках. Міністр закордонних справ Чехословаччини в липні — грудні 1992. Міністр закордонних справ Словаччини в 1993—1994 роках. 
У березні 1994 року відкрито виступив з різкою критикою на адресу Володимира Мечьяра, через що 14 березня 1994 року Мечьяр не отримав підтримку парламенту при обговоренні питання про вотум довіри. 16 березня Моравчик сформував уряд із членів недавно створеної партії Демократичний союз, а також за участю комуністів, соціалістів і християнських демократів. На парламентських виборах восени 1994 року перемогу здобув Володимир Мечьяр та його РЗДС, що сформував в грудні новий уряд.
У 1998—2002 роках Моравчик був приматором Братислави.